# Architecture and Vision
 (juin 2020).
Si vous disposez d'ouvrages ou d'articles de référence ou si vous connaissez des sites web de qualité traitant du thème abordé ici, merci de compléter l'article en donnant les références utiles à sa vérifiabilité et en les liant à la section « Notes et références ».
Architecture and Vision (AV) est un cabinet d’architecture international multidisciplinaire travaillant dans les domaines de l’architecture et du design.
AV est en particulier impliqué dans le développement de solutions innovantes et le transfert de technologie entre différents secteurs pour des applications aérospatiales et terrestres.
En 2003 Arturo Vittori a démarré une collaboration avec l’architecte suisse Andreas Vogler pour créer Architecture and Vision (AV) à Bomarzo (Viterbe, Italie) et Munich en Bavière (Allemagne.
Le nom « Architecture and Vision » reflète non seulement les initiales des deux fondateurs mais aussi leur conviction que l’architecture doit se projeter dans le futur pour contribuer durablement à notre époque sur le plan culturel.

## Vision de l'entreprise
La vision d’AV est d’améliorer la qualité de la vie à travers l’utilisation intelligente des technologies et ressources disponibles pour arriver à un équilibre et une intégration harmonieuse des êtres humains et de la technologie dans la nature, en particulier en relevant les défis urgents sur le plan social. S’inspirant constamment de la nature – pour sa beauté mais aussi comme source de connaissance – et de progrès scientifique, les travaux de recherche et développement d'AV visent à traduire cette vision dans les domaines de l’architecture du design et de l'urbanisme. 
Tout en conservant la vision esthétique qui lui est propre, AV axe sa recherche et ses projets sur la mobilité, le développement durable, l’utilisation de ressources  in-situ ainsi que les facteurs humains.

## Domaines d'activité
Les nombreuses expériences et compétences d’Arturo Vittori et Andreas Vogler dans divers secteurs ont mené AV à développer une approche centrée sur l'utilisateur, utilisant tous les avantages des technologies modernes d'information et Internet pour combiner diverses disciplines et mener à bien différents types de projets : de l'architecture terrestre à celle appliquée au domaine spatial, au design pour les transports terrestres et maritimes et à l’aéronautique, de l’ameublement à la conception de dispositifs électroniques, au design urbain, jusqu'aux installations artistiques multimédia. De nombreux projets très importants ont été réalisés en collaborant avec des équipes de professionnels et consultants spécialisés. AV travaille pour des compagnies aériennes et agences spatiales, pour des institutions gouvernementales, des universités, des organismes de recherche et des fondations ainsi que pour des sociétés commerciales et des clients privés. Les récentes collaborations comprennent des projets avec l'ESA (European Space Agency), Asiana Airlines (Corée), Aero Sekur (Italie), la Fondation BirdHouse (Japon), GVM Carrara (Italie), et EDA, le département fédéral suisse des affaires étrangères(Suisse).
Nombre d’entre eux ont déjà obtenu une reconnaissance importante sur le plan international.

## Réalisations majeures
En 2006, le prototype de la tente DesertSeal (2004) est entré dans la collection permanente du MOMA Museum of Modern Art, New York, après avoir été présenté dans l’exposition SAFE: Design Takes on Risk (2005), dont le conservateur était Paola Antonelli. La même année, le Museum of Science and Industry de Chicago a choisi Vittori et Vogler comme Modern-day Leonardos dans le cadre de l'exposition Leonardo da Vinci: Man, Inventor, Genius. Par ailleurs, Architecture and Vision a cette année-là également collaboré avec Roberto Vittori – astronaute de l’ESA (European Space Agency) et frère d’Arturo Vittori – sur le projet BirdHouse. En 2007, un modèle de la station gonflable MoonBaseTwo (2007) – conçue pour de longues missions d'exploration de la Lune – a été intégrée dans la collection permanente du MSI Museum of Modern Art de Chicago, tandis que MarsCruiserOne (2007), un rover/véhicule-laboratoire pressurisé pour l’exploration humaine Martienne était exposé au Centre Georges Pompidou, Paris, dans le cadre de l’exposition Airs de Paris.

## Projets - Œuvres
2013 
- OR of the Future, UIC, Chicago, États-Unis d'Amérique

2012 
- WarkaWater, Biennale di Venezia, Venise, Italie

2011
- LaFenice, Messine, Sicile, Italie
- AtlasCoelestisZeroG, Station spatiale internationale
- Corsair International, Paris, France

2009 
- AtlasCoelestis, Sullivan Galeries, Chicago, Illinois, États-Unis d'Amérique
- MercuryHouseOne, Biennale di Venezia, Venise, Italie
- FioredelCielo, Macchina di Santa Rosa, Viterbe, Italie

2007 
- BirdHouse, Osaka, Japon

2006
- DesertSeal, collection permanente, Museum of Modern Art|Museum of Modern Art (MOMA), New York, États-Unis d'Amérique